# Isopora
Isopora  (Studer, 1879) è un genere di coralli appartenente alla famiglia Acroporidae.

## Tassonomia
Il WoRMS (World Register of Marine Species)  accetta le seguenti specie:

- Isopora brueggemanni  (Brook, 1893)
- Isopora crateriformis  (Gardiner, 1898)
- Isopora cuneata  (Dana, 1846)
- Isopora elizabethensis  (Veron, 2000)
- †Isopora matahari  Santodomingo, Wallace & Johnson, 2015
- Isopora palifera  (Lamarck, 1816)
- Isopora togianensis  (Wallace, 1997)